# Kungshamnsbåten
Kungshamnsbåten är arbetsnamnet på ett medeltida skeppsvrak som hittades år 2000 intill Kungshamns udde vid Skurusundets inlopp i Stockholms skärgård. Ett träprov av det fragmentariska vraket har dendrodaterats till 1360-talet. 
Fartyget var vid sin förlisning fullastat med profiltegel av en medeltida typ. Även fjälltegel, rundat tegel och vanligt tegel ingick i lasten. Enligt en samtida källa hade man i slutet på 1300-talet i Stockholm gjort beställningar på tegel som tillverkades på ett tegelbruk ute i skärgården, så möjligen bestod lasten av en sådan leverans. Riddarholmskyrkan i Stockholm har ett liknande profiltegel på sin ytterfasad. Samma sort ingår också i Slottet Tre Kronor och Storkyrkan som då var under uppbyggnad, likaså i den gamla stadsmuren kring staden på Stadsholmen.
Kungshamnsbåten har efter marinarkeologiska undersökningar av Sjöhistoriska museet konstaterats vara ett tre meter brett och tolv meter långt, klinkbyggt lastfartyg. Vrakplatsen som lär likna ett raserat "kyrkobygge på havsbotten" har filmats och dokumenterats av Per Lejoneke, Marinarkeologiska sällskapet 2002.
Fyndområdet som täcker en yta på 140 kvm är fylld med bordläggningsplank, spant och balkar. Mitt i skrovet står en prydlig trave tegel som är tre meter hög och fem meter lång. Möjligen var det denna trave som orsakade en förskjutning i lasten varmed fartyget kantrade och gick till botten.